# Oulangia
Genre
Oulangia est un genre de coraux durs de la famille des Rhizangiidae.

## Liste d'espèces
Le genre Oulangia comprend les espèces suivantes :
| Selon ITIS (23 mars 2016) : - Oulangia bradleyi Verrill, 1866 - Oulangia cyathiformis Chevalier, 1971 - Oulangia stokesiana Milne-Edwards & Haime, 1848 | Selon World Register of Marine Species (23 mars 2016) : - Oulangia bradleyi Verrill, 1866 - Oulangia cyathiformis Chevalier, 1971 - Oulangia stokesiana Milne Edwards & Haime, 1848 |